# Communauté de communes Avre Luce Noye
La communauté de communes Avre Luce Noye (CCALN) est une communauté de communes française, située dans le département de la Somme, en région Hauts-de-France.
Cette communauté d'agglomération est officiellement née, le 1er janvier 2017, de la fusion des intercommunalités du Val de Noye (CCVN) et de l'Avre Luce Moreuil (CCALM).

## Historique
La loi portant nouvelle organisation territoriale de la République (Loi NOTRe), promulguée le 7 août 2015, redéfinit les compétences attribuées à chaque échelon territorial.
Elle prévoit que les établissements publics de coopération intercommunale (EPCI) à fiscalité propre doivent avoir un minimum de 15 000 habitants. Ainsi, la préfète de la Somme propose en octobre 2015 un projet de nouveau schéma départemental de coopération intercommunale (SDCI), qui prévoit la réduction de 28 à 16 du nombre des intercommunalités à fiscalité propre du département.
Après des hypothèses de regroupement des communautés de communes du Grand Roye (CCGR), du canton de Montdidier (CCCM), du Santerre et d’Avre, Luce et Moreuil, la préfète dévoile en octobre 2015 son projet qui prévoit la « des communautés de communes d’Avre Luce Moreuil et du Val de Noye  », le nouvel ensemble de 22 440 habitants regroupant 49 communes,. À la suite de l'avis favorable des intercommunalités de la commission départementale de coopération intercommunale en janvier 2016, la préfecture sollicite l'avis formel des conseils municipaux et communautaires concernés en vue de la mise en œuvre de la fusion, qui intervient le 1er janvier 2017,.
Néanmoins, la mise en œuvre de la fusion est rendue plus complexe par les inquiétudes que fait courir le rapport de la chambre régionale des comptes qui critique la gestion passée de la CCALM,. L’arrêté préfectoral de création est signé le 22 décembre 2016
Le 12 janvier 2017, Pierre Boulanger, maire de Moreuil, est élu président , et, fin janvier, le tribunal administratif d'Amiens rejette la requête en référé de Jean-Claude Leclabart, ex-président de l’ex-communauté de communes du Val de Noye contestant, sur un fond de conflit de personnes, la légalité de l'arrêté de fusion des anciennes intercommunalités, qui arguait que les communes de l’ex-Val de Noye n’auraient pas été informées de l’étendue des compétences transférées, de la répartition des sièges entre elles et surtout, de la réalité de la situation financière de la CCALM,.
Le 1er janvier 2019, Contoire et Pierrepont-sur-Avre fusionnent avec Hargicourt pour constituer la commune nouvelle de Trois-Rivières. Celle-ci choisit l'appartenance à la communauté de communes du Grand Roye. Le territoire communautaire perd ainsi 1 094 habitants (chiffre 2016) et 11,44 km2.
Après le décès du président Pierre Boulanger, l'élection de son successeur Alain Dovergne en juin 2019 contribue à apaiser les tensions, qui restent cependant présentes entre les élus de l'ex-Val de Noye et Marie-Hélène Marcel et  les délégués communautaires de la majorité d’Ailly-sur-Noye,. La représentation équilibrée au sein du bureau communautaire entre les territoires des anciennes intercommunalités voulue par Alain Dovergne lors de sa réélection en 2020 comme président d'Avre-Luce-Noye est destinée à poursuivre cet apaisement et permettre un fonctionnement normal de l'intercommunalité.

## Territoire communautaire

### Composition
La communauté de communes est composée des 47 communes suivantes :

| Nom                       | Code Insee | Gentilé        | Superficie (km2) | Population (dernière pop. légale) | Densité (hab./km2) |
| ------------------------- | ---------- | -------------- | ---------------- | --------------------------------- | ------------------ |
| Moreuil (siège)           | 80570      | Moreuillois    | 23,43            | 3 968 (2022)                      | 169                |
| Ailly-sur-Noye            | 80010      | Aillysiens     | 25,35            | 2 669 (2022)                      | 105                |
| Arvillers                 | 80031      |                | 12,68            | 764 (2022)                        | 60                 |
| Aubercourt                | 80035      | Aubercourtois  | 3,8              | 72 (2022)                         | 19                 |
| Aubvillers                | 80037      | Aubvillerois   | 4,88             | 167 (2022)                        | 34                 |
| Beaucourt-en-Santerre     | 80064      |                | 5,95             | 164 (2022)                        | 28                 |
| Berteaucourt-lès-Thennes  | 80094      |                | 2,62             | 497 (2022)                        | 190                |
| Braches                   | 80132      |                | 7,21             | 205 (2022)                        | 28                 |
| Cayeux-en-Santerre        | 80181      | Cayolais       | 5,44             | 123 (2022)                        | 23                 |
| Chaussoy-Epagny           | 80188      |                | 11,59            | 587 (2022)                        | 51                 |
| Chirmont                  | 80193      | Chirmontois    | 7,85             | 153 (2022)                        | 19                 |
| Cottenchy                 | 80213      | Cottenchynois  | 10,73            | 555 (2022)                        | 52                 |
| Coullemelle               | 80214      |                | 9,32             | 309 (2022)                        | 33                 |
| Démuin                    | 80237      | Démuinois      | 11,23            | 538 (2022)                        | 48                 |
| Domart-sur-la-Luce        | 80242      | Domédardiens   | 8,59             | 404 (2022)                        | 47                 |
| Dommartin                 | 80246      |                | 6,55             | 342 (2022)                        | 52                 |
| Esclainvillers            | 80283      | Esclainvillois | 5,58             | 159 (2022)                        | 28                 |
| La Faloise                | 80299      | Faloisiens     | 9,75             | 215 (2022)                        | 22                 |
| Flers-sur-Noye            | 80315      | Florigeois     | 4,65             | 522 (2022)                        | 112                |
| Folleville                | 80321      |                | 6,09             | 142 (2022)                        | 23                 |
| Fouencamps                | 80337      | Fouencampois   | 3,65             | 211 (2022)                        | 58                 |
| Fransures                 | 80349      |                | 4,26             | 127 (2022)                        | 30                 |
| Fresnoy-en-Chaussée       | 80358      | Fraxiniens     | 3,8              | 140 (2022)                        | 37                 |
| Grivesnes                 | 80390      | Grivesnois     | 18,75            | 410 (2022)                        | 22                 |
| Guyencourt-sur-Noye       | 80403      |                | 3,81             | 159 (2022)                        | 42                 |
| Hailles                   | 80405      | Haillois       | 5,07             | 405 (2022)                        | 80                 |
| Hallivillers              | 80407      | Hallivillerois | 7,12             | 141 (2022)                        | 20                 |
| Hangard                   | 80414      |                | 6,34             | 121 (2022)                        | 19                 |
| Hangest-en-Santerre       | 80415      | Hangestois     | 15,08            | 1 024 (2022)                      | 68                 |
| Ignaucourt                | 80449      | Ignaucourtois  | 4,19             | 65 (2022)                         | 16                 |
| Jumel                     | 80452      | Jumelois       | 8,89             | 531 (2022)                        | 60                 |
| Lawarde-Mauger-l'Hortoy   | 80469      |                | 9,32             | 154 (2022)                        | 17                 |
| Louvrechy                 | 80494      |                | 5,78             | 198 (2022)                        | 34                 |
| Mailly-Raineval           | 80499      |                | 14,3             | 303 (2022)                        | 21                 |
| Mézières-en-Santerre      | 80545      |                | 10,71            | 527 (2022)                        | 49                 |
| Morisel                   | 80571      |                | 6,43             | 475 (2022)                        | 74                 |
| La Neuville-Sire-Bernard  | 80595      |                | 4,18             | 279 (2022)                        | 67                 |
| Le Plessier-Rozainvillers | 80628      |                | 10,17            | 765 (2022)                        | 75                 |
| Le Quesnel                | 80652      | Quesnellais    | 11,38            | 780 (2022)                        | 69                 |
| Quiry-le-Sec              | 80657      |                | 6,88             | 313 (2022)                        | 45                 |
| Rogy                      | 80675      | Rogiens        | 6,77             | 143 (2022)                        | 21                 |
| Rouvrel                   | 80681      | Rouvrellois    | 7,16             | 303 (2022)                        | 42                 |
| Sauvillers-Mongival       | 80729      |                | 5,18             | 184 (2022)                        | 36                 |
| Sourdon                   | 80740      |                | 5,12             | 308 (2022)                        | 60                 |
| Thennes                   | 80751      |                | 8                | 562 (2022)                        | 70                 |
| Thory                     | 80758      | Thorysiens     | 5,19             | 208 (2022)                        | 40                 |
| Villers-aux-Érables       | 80797      | Acervillerois  | 4,34             | 145 (2022)                        | 33                 |

### Démographie
| 1968   | 1975   | 1982   | 1990   | 1999   | 2006   | 2011   | 2016   |
| ------ | ------ | ------ | ------ | ------ | ------ | ------ | ------ |
| 16 904 | 16 727 | 17 839 | 18 833 | 18 917 | 19 997 | 21 202 | 21 827 |

## Organisation

### Siège
Le siège de l'intercommunalité est à Moreuil, 144, rue du Cardinal Mercier.

### Élus
La communauté est administrée par son Conseil communautaire, composé de 67 élus des conseils municipaux représentant chacun les communes membres à partir de 2019 et de la création de la commune nouvelle de Trois-Rivières, répartis en fonction de leur population comme suit, : 

- 11 délégués pour Moreuil ;

- 7 délégués pour Ailly-sur-Noye ;

- 2 délégués pour Arvillers, Hangest-en-Santerre, Le Plessier Rozainvillers et Le Quesnel ; 

- 1 délégué et son suppléant pour les autres communes. 

Au terme des élections municipales de 2020, le conseil communautaire restructuré a réélu son président, Alain Dovergne, maire de Démuin, ainsi que ses onze vice-présidents, qui sont  :
1. Alain Surhomme, maire d’Esclainvillers, chargé du tourisme et du projet social et solidaire ;
2. Dominique Lamotte, maire de Moreuil, chargé des finances ;
3. Pierre Durand, maire d’Ailly-sur-Noye, chargé de l’administration générale ;
4. Julia Bertoux, conseillère municipale de Hangest-en-Santerre, chargée de l’action sociale ;
5. Anne-Marie Prévost, maire de Grivesnes, chargée de l’enfance et de la jeunesse ;
6. Sonia Douay, conseillère municipale d'Ailly-sur-Noye, vice-présidente chargée de l’aménagement du territoire ;
7. Marie-Gabrielle Hall, conseillère municipale de Moreuil, chargée de la culture et de la communication
8. Yves Cottard, maire d’Arvillers, chargé de l’environnement
9. Francis Mourrier, maire de Mailly-Raineval, chargé de l’eau et de l’assainissement
10. Michel Van de Velde, maire de Morisel, chargé de la voirie
11. Rémy Hollingue, maire-adjoint de Jumel, chargé du patrimoine et des travaux.

Le bureau de l'intercommunalité pour la mandature 2020-2026 est constituée du président, des 11 vice-présidents et de 17 autre membres.

### Liste des présidents
| Période      | Période                       | Identité         | Étiquette | Qualité |
| ------------ | ----------------------------- | ---------------- | --------- | --- |
| janvier 2017 | mai 2019                      | Pierre Boulanger | DVD       | Médecin, Conseiller général puis départemental de Moreuil (1994 → 2019) Maire de Moreuil (1992 → 2019) Décédé en fonction le 27 mai 2019                          |
| juin 2019    | En cours (au 17 juillet 2020) | Alain Dovergne   |           | Enseignant retraité Maire de Démuin (1989 → ) Vice président de l'ex-CCALM (2014 → 2016) Vice-Président de la CCALN (2017 → 2019) Réélu pour le mandat 2020-2026, |

### Compétences
L'intercommunalité exerce les compétences qui lui ont été transférées par les communes membres, dans les conditions fixées par le code général des collectivités territoriales.
Il s'agit de :
- Aménagement de l’espace pour la conduite d’actions d’intérêt communautaire (dont le plan local d’urbanisme -PLU)
- Actions de développement économique : création, aménagement, entretien et gestion des zones d’activité industrielle, tertiaire, artisanale, touristique ; promotion du tourisme avec la création d’offices de tourisme.
- Aménagement, entretien et gestion des aires d’accueil des gens du voyage
- Collecte et traitement des déchets ménagers

### Régime fiscal et budget
La Communauté de communes est un établissement public de coopération intercommunale à fiscalité propre.
Afin de financer l'exercice de ses compétences, la communauté de communes perçoit une fiscalité additionnelle aux impôts locaux des communes, avec fiscalité professionnelle de zone (FPZ ) et avec fiscalité professionnelle sur les éoliennes (FPE).
La fiscalité des deux anciennes intercommunalités va converger pendant 12 ans et sont les suivantes en 2018 : 
| Fiscalité additionnelle 2018                | Communes de l'ex-CCVN | Communes de l'ex-CCALM | Fiscalité visée en 2029 |
| ------------------------------------------- | --------------------- | ---------------------- | ----------------------- |
| Taxe d'habitation                           | 15,61 %               | 10,30 %                | 12,59 %                 |
| Taxe foncière sur les propriétés bâties     | 11,61 %               | 8,05 %                 | 9,29 %                  |
| Taxe foncière sur les propriétés non-bâties | 20,71 %               | 14,29 %                | 17,48 %                 |
| Contribution foncière des entreprises       | 12,76 %               | 8,43 %                 | 9,21 %                  |

Le montant cumulé de l'ensemble des budgets de la CCALN est en 2018 de 18 900 000 €.

### Personnel
Afin de mettre en œuvre ses compétences, en 2018, l’intercommunalité salarie 174 agents, issus notamment des anciennes intercommunalités fusionnées.

## Projets et réalisations
Conformément aux dispositions légales, une communauté de communes a pour objet d'associer des « communes au sein d'un espace de solidarité, envue de l'élaboration d'un projet commun de développement et d'aménagement de l'espace ».
Eau
La CCALN a décidé en 2021 d'exercer sa compétence en matière de production et de distribution de l'eau potable, ce qui se traduit par la suppression des deux anciens syndicats des eaux (de la vallée de la Noye et de Berteaucourt-les-Thennes)  et la mise en place d'une régie d'exploitation, et a décidé de geler les tarifs par rapport à 2020, avec un minimum de 1,30 €/m3, de manière à assurer les moyens d'assurer le renouvellement des équipements.